# بوشارکانی
بوشارکانی (به مجاری:  Bősárkány) یک منطقهٔ مسکونی در مجارستان است که در ناحیه شوپرون واقع شده‌است. بوشارکانی ۲۳٫۳۴ کیلومتر مربع مساحت و ۲٬۱۹۵ نفر جمعیت دارد.